# 조하석
조하석(1973년 8월 1일~)은 대한민국의 배우이다.

## 학력
- 광주대동고등학교 (졸업)
- 모스크바 슈우킨연극대학교 연기과 (졸업)

## 출연작

### 영화
- 《히든》(2022년) - 뱀눈 역
- 《자산어보》(2021년) - 서용보 역
- 《소리도 없이》(2020년) - 정한 역
- 《변산》(2018년) - 담임 역
- 《지금 만나러 갑니다》(2018년) - 남 친척 역
- 《숲속의 부부》(2018년) - 보스 역
- 《서식지》(2017년)
- 《저 사람》(2017년) - 유 대표 역
- 《로마서 8:37》(2017년) - 유 대표 역
- 《군함도》(2017년) - 오모리 역
- 《박열》(2017년) - 일본손님 역
- 《리얼》(2017년) - 포마드 수하 역
- 《더티 로맨스》(2017년) - 하숙여고생 부 역
- 《파파좀비》(2016년) - 영민아빠 역
- 《워킹스트리트》(2016년) - 태성 아빠 역
- 《밀정》(2016년) - 상해정보원 강종기 역
- 《동주》  (2015년) - 신지대좌 역
- 《고구마 가족》(2016년) - 농장주인 역
- 《친애하는 지도자동지께》(2015년) - 간첩 역
- 《대호》(2015년) - 길라잡이 조씨 역
- 《스피드》  (2015년) - 박선생 아버지 역
- 《사도》(2015년) - 나경언 역
- 《사랑이 이긴다》(2015년) - 동식동료 1 역
- 《성난 화가》(2015년) - 지배인 역
- 《화끈한 써비스: 어느 잔인한 미용사의》(2015년)
- 《마이너클럽》(2014년) - 스타니 역
- 《미조》(2014년) - 남자손님 역
- 《18: 우리들의 성장 느와르》(2014년) - 선생님 1 역
- 《명량》(2014년) - 조태식 역
- 《로사》(2014년) - 조 실장 역
- 《끝까지 간다》(2014년) - 이광민 역
- 《들개》(2014년) - 형사 1 역
- 《무게》(2013년) - 양엄마 애인 역
- 《사랑해! 진영아》(2013년) - 응급실의사 역
- 《미나문방구》(2013년) - 태권부 역
- 《베를린》(2013년) - 북한요원 2 역
- 《하나안》(2012년) - 건달 1 역
- 《가시》(2012년) - 정 주임 역
- 《좋은 꿈 꾸세요》(2011년) - 막심 역
- 《최종병기 활》(2011년) - 얀부르 역
- 《평양성》(2011년) - 고구려병사 1 역
- 《깡패열전》(2010년)
- 《황해》(2010년) - 개장수 3 역
- 《부당거래》(2010년) - 박 반장 반원 2 역
- 《황해》(2009년) - 도끼 역
- 《불꽃처럼 나비처럼》(2009년) - 낭인 1 역
- 《무방비도시》(2008년) - 명동파 안테나 역

### 드라마
- 《우씨왕후》(2024년, TVING) - 화도자 역
- 《고려거란전쟁》(2023년, KBS2)
- 《모범택시 2》(2022년, SBS) - 정 이사 역
- 《모범택시》(2021년, SBS) - 정 이사 역
- 《킬잇》(2019년, OCN)
- 《뱀파이어 탐정》(2016년, OCN) - 최태식 역
- 《징비록》(2015년, KBS1) - 해적 두목 역
- 《전설의 마녀》(2014년~2015년, MBC) - 심부름꾼 역
- 《트로트의 연인》(2014년, KBS2) - 조폭 역
- 《감격시대》(2014년, KBS2) - 사사끼 역
- 《뱀파이어 검사》(2011년, OCN)
- 《자이언트》(2010년, SBS)
- 《제중원》(2010년, SBS)
- 《미스터리 형사》(2009년, 메가 TV)
- 《아내의 유혹》(2008년, SBS)
- 《연개소문》(2006년, MBC)

## 수상
- 2004년 제4회 밀양여름공연예술축제 남자연기상